# Bellville (Texas)
Bellville è un centro abitato degli Stati Uniti d'America, situato nella contea di Austin dello Stato del Texas. Secondo il censimento effettuato nel 2010 abitavano nella città 4,097 persone. Il suo nome deriva da Thomas B. Bell.

## Geografia fisica

### Territorio
Bellville è situata a 29°56′50″N 96°15′31″W(29.947225, -96.258657). Sealy, lungo la Interstate 10, si trova 10 miglia (16 km) a sud, Hempstead a 15 miglia (24 km) a nord-est, Brenham 18 miglia (29 km) a nord-ovest, il centro di Houston 64 miglia (103 km) a sud-est (raggiungibile attraverso la Interstate 10, utilizzata appunto anche per raggiungere Sealy).
Secondo l'Ufficio del censimento degli Stati Uniti d'America la città ha un'area totale di 2.7 miglia quadrate (6.9 km²), costituiti completamente dalla terra ferma.

### Clima
Il clima in questa zona è caratterizzato da temperature relativamente elevate e precipitazione distribuite uniformemente durante tutto l'anno. Il Classificazione dei climi di Köppen descrive il suo clima come subtropicale umido, abbreviato nelle mappe climatiche con Cfa.

## Istruzione
| Anno       | Popolazione | ±%                   |
| ---------- | ----------- | -------------------- |
| 1880       | 500         | Note:                |
| 1890       | 807         | 61.4%                |
| 1930       | 1,533       | Dati non disponibili |
| 1940       | 1,347       | −12.1%               |
| 1950       | 2,112       | 56.8%                |
| 1960       | 2,218       | 5.0%                 |
| 1970       | 2,371       | 6.9%                 |
| 1980       | 2,860       | 20.6%                |
| 1990       | 3,378       | 18.1%                |
| 2000       | 3,794       | 12.3%                |
| 2010       | 4,097       | 8.0%                 |
| Stima 2015 | 4,262       | 4.0%                 |

Bellville Independent School District serve Bellville.

### Scuole
- Bellville High School (Gradi 9-12)
- Bellville Junior High School (Gradi 6-8)
- O'Bryant Intermediate School (4-5)
- O'Bryant Primary School (PK-3)
- West End Elementary School (K-5)
- Faith Academy of Bellville (PK-12)

## Società

### Evoluzione demografica

#### Censimento del 2000
Secondo il censimento del 2000, c'erano 3,794 persone, 1,425 nuclei familiari e 966 famiglie residenti nella città. La densità di popolazione era di 1,452.0 persone per miglio quadrato (561.3/km²). C'erano 1,566 unità abitative a una densità media di 599.3 per miglio quadrato (231.7/km²). La composizione etnica della città era formata dall'81.89% di bianchi, l'11.68% di afroamericani, lo 0.40% di nativi americani, lo 0.34% di asiatici, il 3.95% di altre razze, e l'1.74% di due o più etnie. Ispanici o latinos di qualunque razza erano il 11.97% della popolazione.
C'erano 1,425 nuclei familiari di cui il 34.7% aveva figli di età inferiore ai 18 anni, il 52.6% erano coppie sposate conviventi, l'11.6% aveva un capofamiglia femmina senza marito, e il 32.2% erano non-famiglie. Il 27.9% di tutti i nuclei familiari erano individuali e il 15.3% aveva componenti con un'età di 65 anni o più che vivevano da soli. Il numero di componenti medio di un nucleo familiare era di 2.52 e quello di una famiglia era di 3.11.
La popolazione era composta dal 26.4% di persone sotto i 18 anni, l'8.3% di persone dai 18 ai 24 anni, il 25.3% di persone dai 25 ai 44 anni, il 20.2% di persone dai 45 ai 64 anni, e il 19.7% di persone di 65 anni o più. L'età media era di 38 anni. Per ogni 100 femmine c'erano 90.9 maschi. Per ogni 100 femmine dai 18 anni in su, c'erano 85.1 maschi.
Il reddito medio di un nucleo familiare era di 40,806 dollari, e quello di una famiglia era di 49,730 dollari. I maschi avevano un reddito medio di 36,719 dollari contro i 21,685 dollari delle femmine. Il reddito pro capite era di 17,671 dollari. Circa il 4.5% delle famiglie e l'8.0% della popolazione erano sotto la soglia di povertà, incluso il 7.9% di persone sotto i 18 anni e il 8.1% di persone di 65 anni o più.

## Amministrazione

### Aree ricreative
I seguenti sono le zone verdi presenti nella città:
- City Park
- Margaret Chesley Memorial Park
- Clark Park
- Sens Activity Center

### Dipartimento di polizia
Il capo della polizia è Larry Matthews, il tenente Jason Smalley, mentre il ruolo di sergente è affidato a Corey Hood.

## Galleria d'immagini

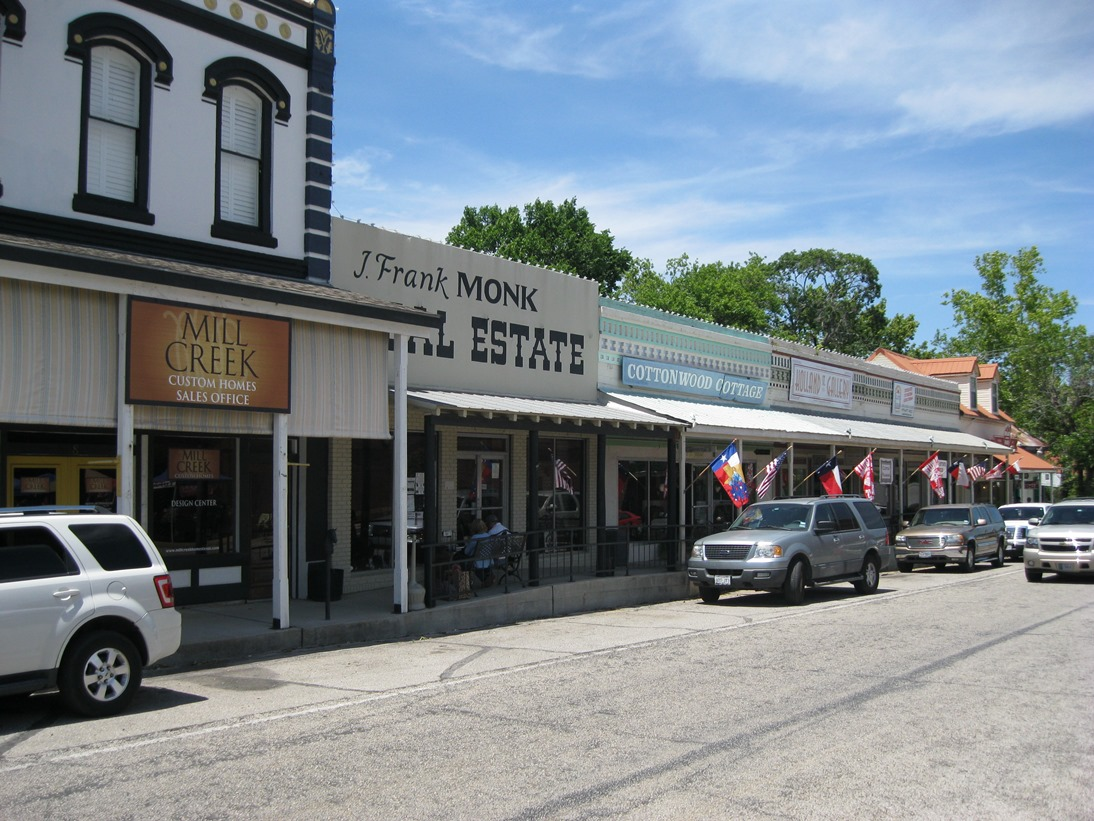
Holland Street di Bellville
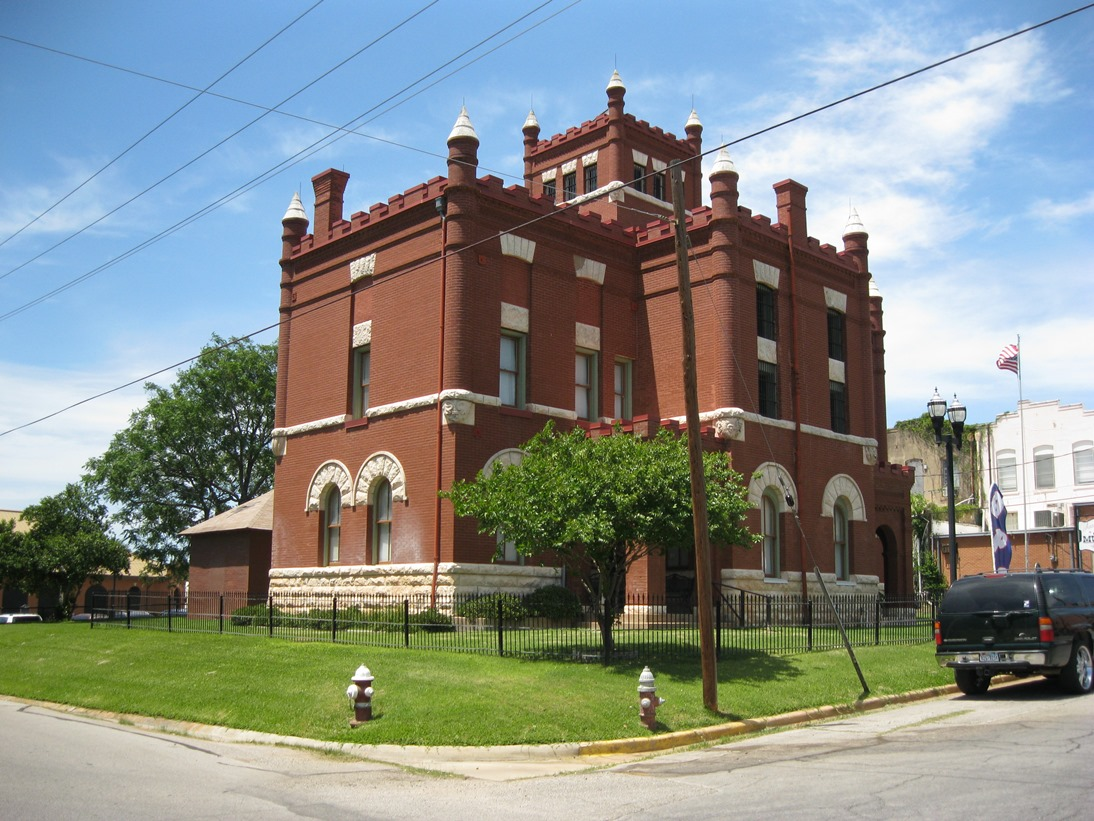
Vecchia prigione e attuale museo di Bellville
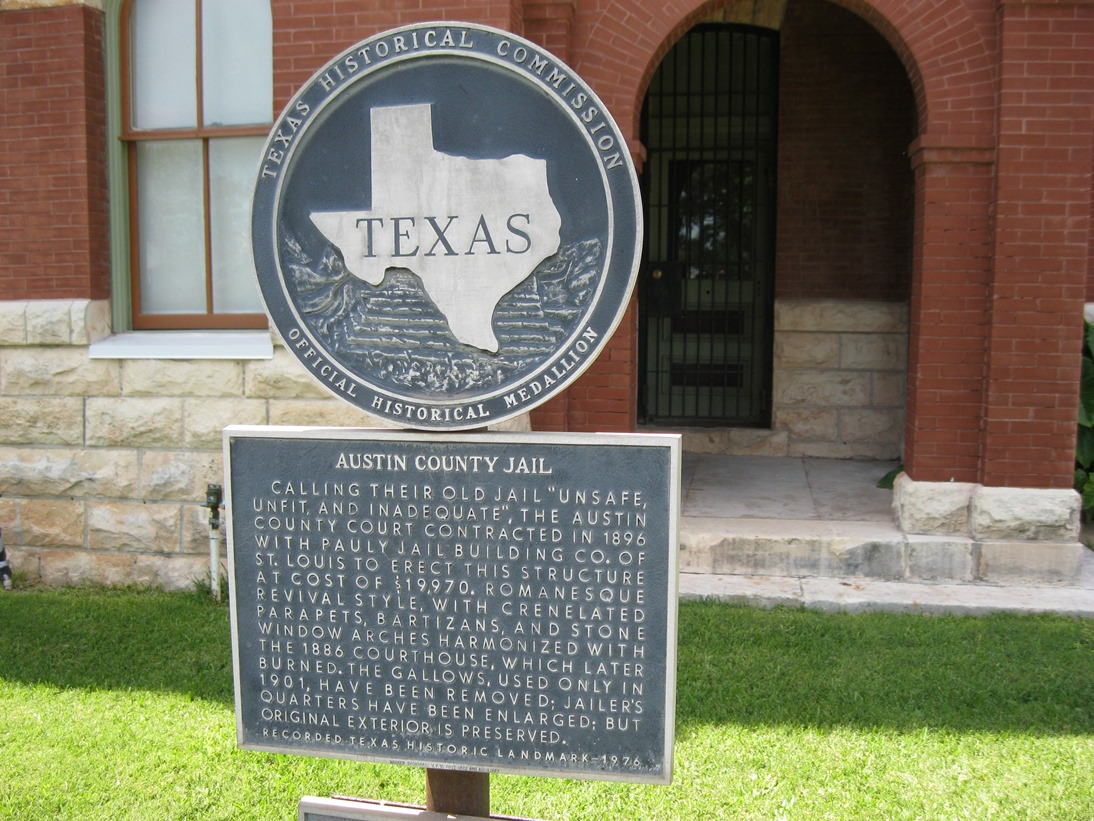
Segnale della vecchia prigione
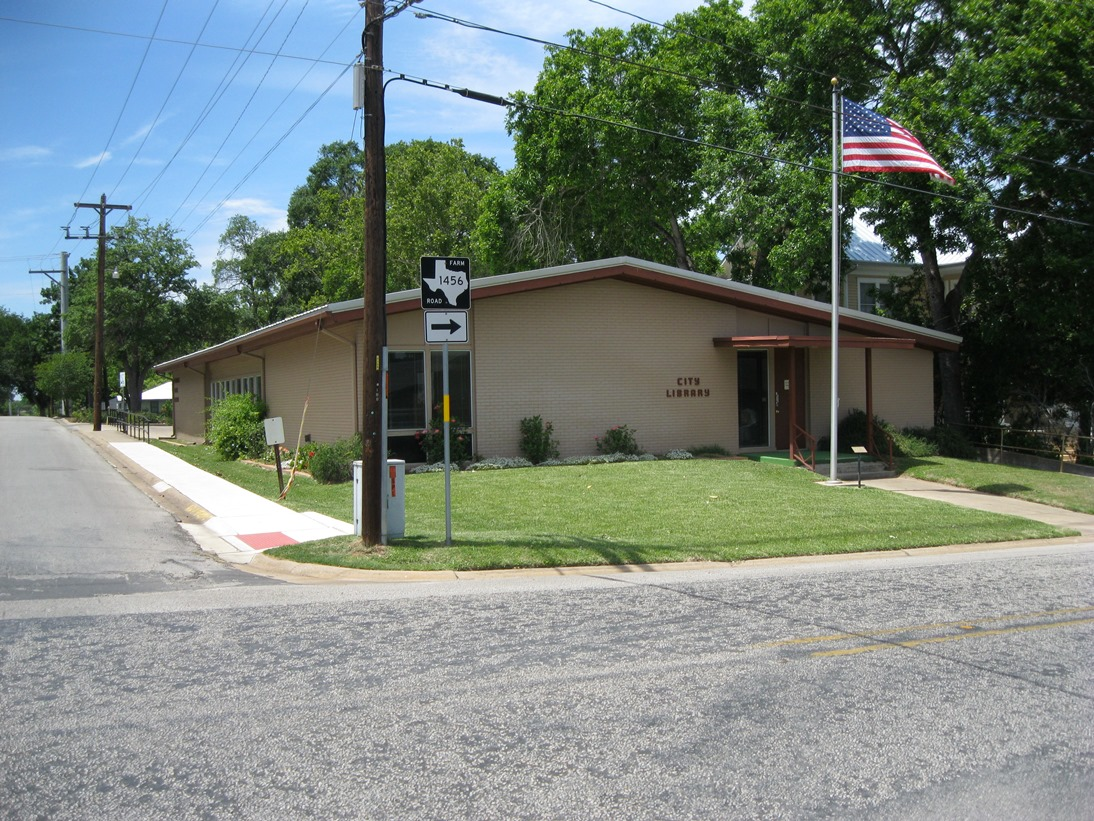
Pubblica libreria sulla Holland and Palm Streets
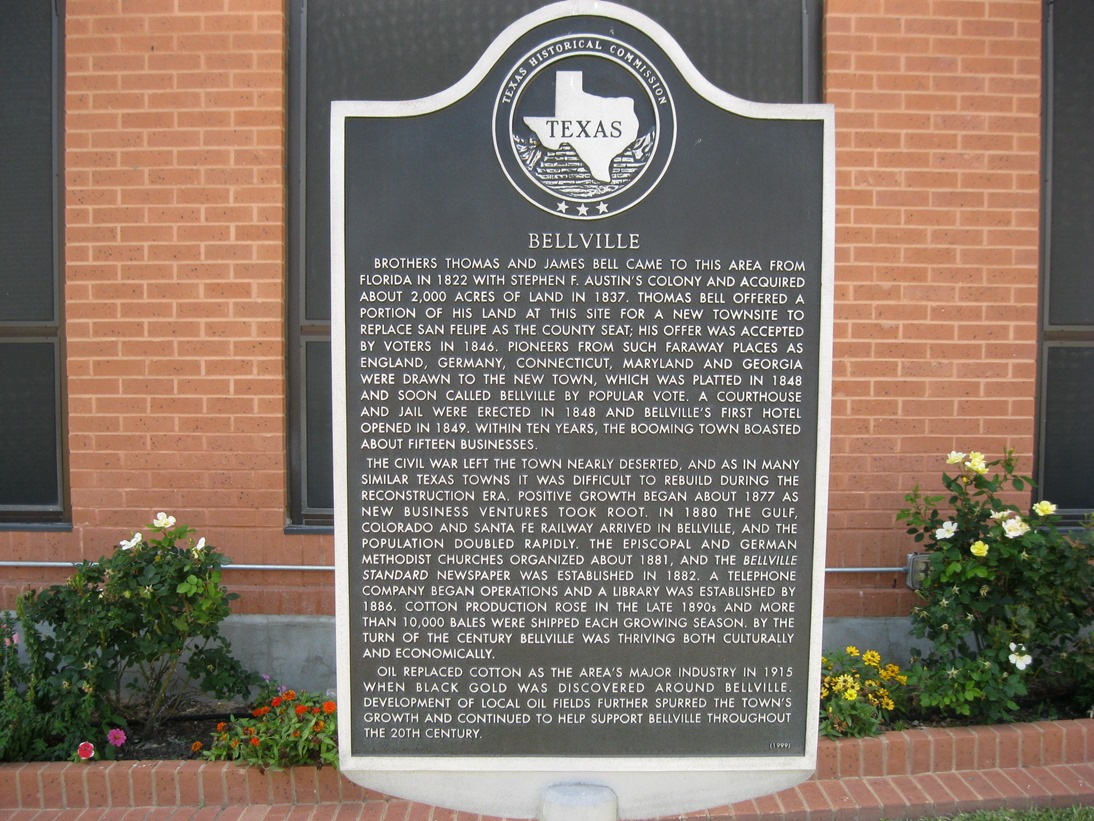
Segnale di fronte al municipio
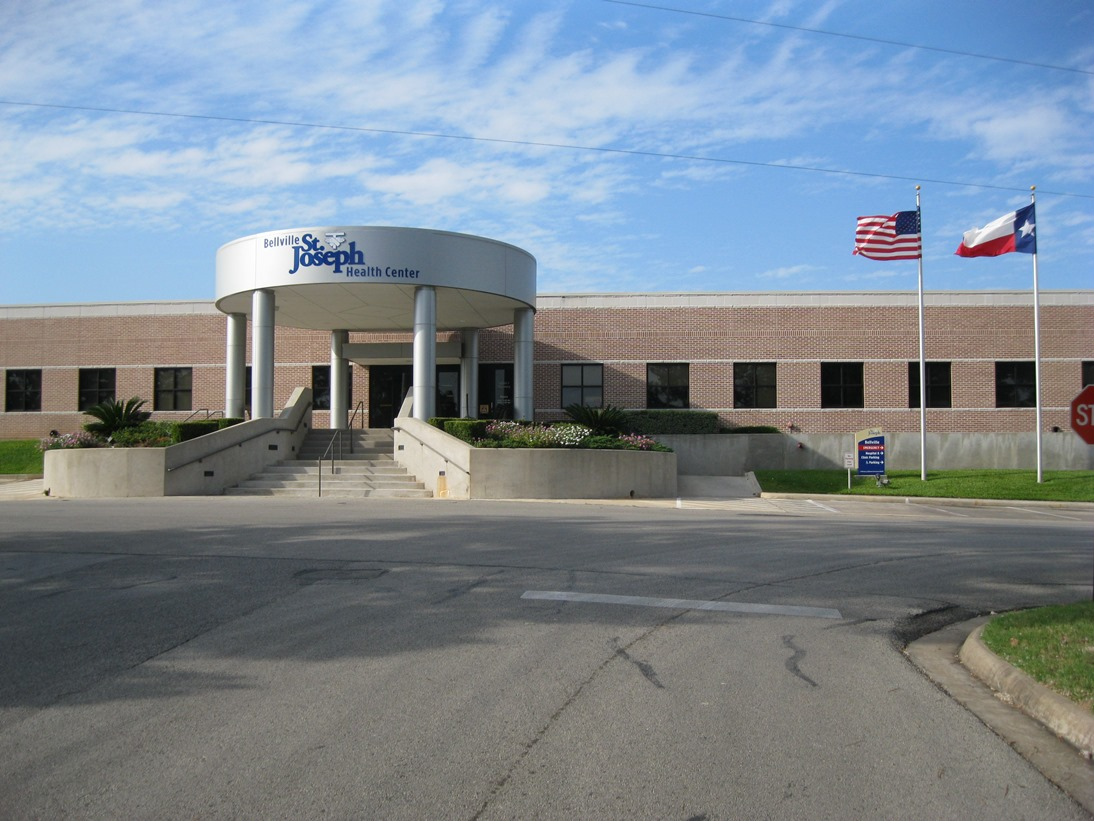
St. Joseph Health Center sulla Palm Street
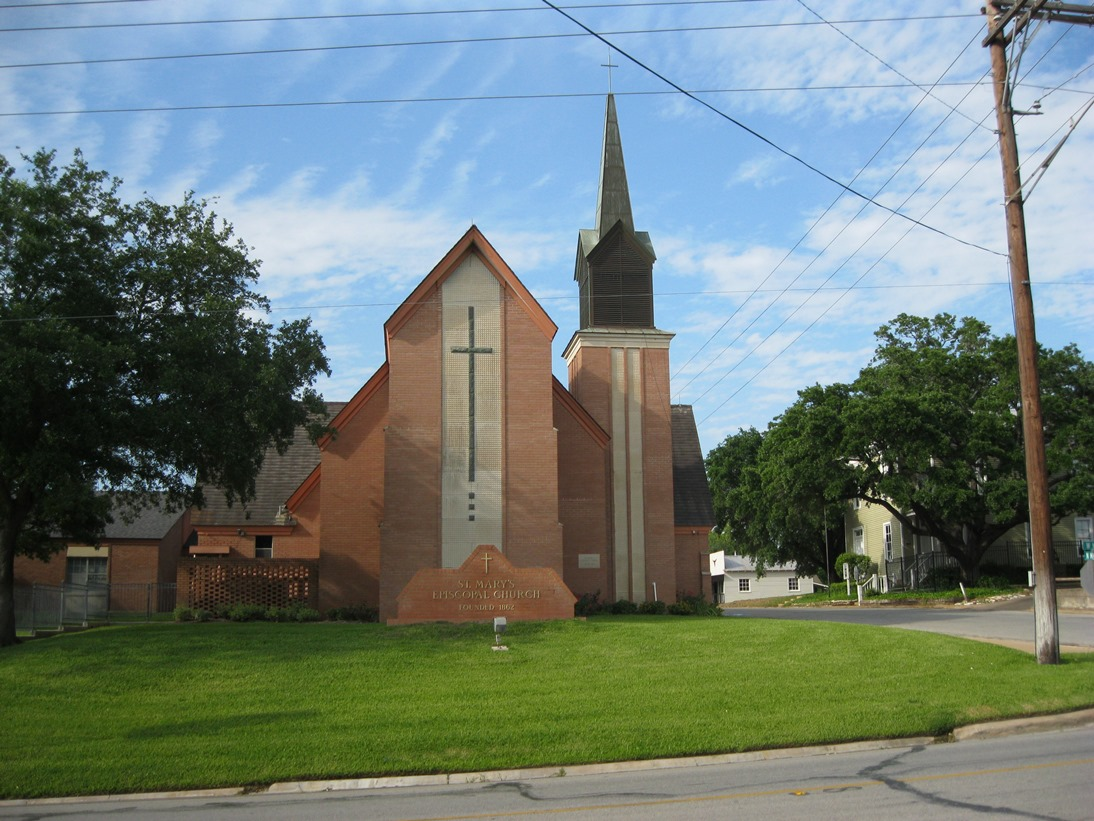
St. Mary's Episcopal Church sulla Main Street